# Zun-Murino
Zun-Murino (ros. Зун-Мурино) – osiedle w Rosji, w Buriacji, w rejonie tunkińskim. W 2021 liczyło 864 mieszkańców.